# سميلاكس أرستولوشيفوليا
سميلاكس أرستولوشيفوليا (Smilax aristolochiifolia)، والمعروفة أيضًا باسم السارساباريلا الرمادية أو السارساباريلا المكسيكية أو ببساطة السارساباريلا، هي نوع نبات ينتمي إلى جنس سميلاكس وعائلة سميلاكاسيا. هذا النبات موطنه الأصلي المكسيك وأمريكا الوسطى، ويُستخدم على نطاق واسع في الطب التقليدي لعلاج العديد من الأعراض.. 

## الوصف
السارساباريلا نبات متسلق خشبي معمر يتميز بفروعه الرفيعة وأوراقه البيضاوية الممتدة، ويمكن أن ينمو بشكل عمودي ليصل ارتفاعه إلى 4 أو 5 أمتار. أوراقه ورقية الشكل، ريشية ذات عروق جلدية، مرتبة بالتناوب، ويتراوح عرضها بين 10 إلى 30 سم، بينما يبلغ طول أعناقها حوالي 5 سم. يشتهر هذا النبات بثمار حمراء صغيرة تحتوي على 2 أو 3 بذور وأزهار خضراء صغيرة.
الزهور متناظرة شعاعيًا، ثنائية المسكن، وتظهر في نورات خيمية تضم حوالي 12 زهرة. تُنتج الثمار التوتية في أواخر الصيف أو الخريف، وتبقى سليمة خلال فصل الشتاء لتستهلكها الحيوانات والطيور. يتم التلقيح عندما تُفرز البذور غير المصابة عبر البراز.
سيقان النبات ملساء ومنحنية، مع وجود أشواك عند المفاصل. الجذور ليفية ومغطاة بشعيرات، وقد تحتوي على عدد قليل من الجذور النامية الصغيرة. سطح الجذور صلب، وهي تنمو بعمق يصل إلى 2 أو 2.5 متر، ويتراوح لونها بين الرمادي البني والأسود. السارساباريلا نبات دائم؛ حتى عند قطع معظم الجذور من الساق، يمكن أن تنمو الجذور من جديد خلال بضع سنوات، لكنها تكون أضعف وأقل نشوية مقارنة بالجذور الأصلية.

## الموطن
ييُعتبر نبات سميلاكس أرستولوشيفوليا (السارساباريلا) شائعًا في المناطق المشجرة، حيث يستخدم مجساته لتسلق الأشجار. ينتشر هذا النبات على نطاق واسع في المناطق المعتدلة، والمستنقعات، والمناطق الدافئة. كما يمكن العثور عليه في المرتفعات العالية، على سبيل المثال، في نويفو ليون بالمكسيك يُوجد على ارتفاع 1760 مترًا، وفي أواكساكا على ارتفاع 100 متر، وفي منطقة هاسيندا سان خوسيه، سانتا آنا، يُوجد على ارتفاع يتراوح بين 850 و1100 متر. 

## التوزيع
نبات سميلاكس أرستولوشيفوليا موطنه الأصلي المكسيك وأمريكا الوسطى. يُعتبر السارساباريلا نباتًا أصليًا في منطقة أمريكا الوسطى، وخاصة في بليز، السلفادور، وغواتيمالا. في أمريكا الشمالية، ينمو السارساباريلا بشكل طبيعي في جنوب المكسيك، حيث ينتشر بشكل رئيسي في ولايات تاباسكو، فيراكروز، يوكاتان، نويفو ليون، بويبلا، أواكساكا، وكوينتانا رو. في السلفادور، يمكن العثور على نبات السارساباريلا في منطقة هاسيندا سان خوسيه، سانتا آنا. 

## الاستخدام

### طعام
تُستخدم جذور سميلاكس أرستولوشيفوليا السارساباريلا لاستخلاص نكهات تُضاف إلى المشروبات والحلويات، بما في ذلك منتجات الألبان، والمخبوزات، والحلويات. كان السارساباريلا سابقًا من المكونات الرئيسية المستخدمة في إعطاء نكهة لبيرة الجذور. ومع ذلك، فإن مستخلص الجذور يتميز بمذاق حلو مع لمسة من المرارة.. 

### طبي
جذر نبات سميلاكس أرستولوشيفوليا له استخدامات طبية متنوعة. يُستخدم تقليديًا لعلاج أمراض مثل الجذام، الأورام، السرطان، الصدفية، والروماتيزم. كما يُستعمل كمقوٍ لعلاج فقر الدم وأمراض الجلد. يُعتقد أن له تأثيرات مضادة للالتهابات، ومحفزة لهرمون التستوستيرون، ومنشطة للشهوة الجنسية، ومؤثرة على هرمونات البروجستيرون. بناءً على هذه الخصائص، يُروَّج لجذور السارساباريلا غالبًا كوسيلة لتعزيز الصحة الذكورية.
علاوة على ذلك، يستعملها بعض ممارسي رياضة كمال الأجسام لتعزيز بناء كتلة الجسم الهزيلة. يُقال أيضًا إن النبات يحسن عملية الهضم ويزيد الشهية. في غينيا الجديدة، يُستخدم جذع السارساباريلا تقليديًا لعلاج آلام الأسنان. ومع ذلك، لا توجد أدلة علمية قاطعة تؤكد فعالية هذه الاستخدامات الطبية، كما أن الإفراط في الجرعات قد يتسبب في أضرار صحية. 

## المواد الكيميائية الفعالة
تحتوي جذور السارساباريلا على مادة السابونين، التي تُستخدم في تصنيع الكورتيزون والستيرويدات الأخرى. ومن المعروف أن السابونين يساعد الجسم على امتصاص الأدوية الأخرى بشكل أكثر فعالية. ومع ذلك، فهي عبارة عن منشطات نباتية، ويُعتقد أنها لا تُمتص أو تُستخدم بشكل مباشر في جسم الإنسان.
كما تحتوي الجذور على أحماض عضوية، وفلافونويدات، ومواد مثل بيتا-سيتوستيرول وستيجماستيرول. تشمل المواد الكيميائية الرئيسية في السارساباريلا:
- أسيتيل باريجينين
- أستيلبين
- بيتا-سيتوستيرول
- أحماض كافويل شيكيميك
- ديهيدروكيرسيتين
- ديوسجينين
- إنجليتين
- زيوت أساسية
- إبسيلون-سيتوستيرول
- يوكريفين
- يوريفين
- حمض الفيروليك
- جلوكوبيرانوسيدات
- إيزواستيلبين
- إيزونجيتيتين
- كامبفيرول
- باريجينين
- بيريلين
- بوليناستانول
- ريسفيراترول
- رامنوز
- سابونين
- ساراسابونين
- سارساباريلوسيد
- سارسابونين
- سارساسابوجينين
- حمض شيكيميك
- سيتوستيرول-د-جلوكوزيد
- سميلاجينين
- سميلاسابونين
- صابونينات سميلاكس AC
- سميجلاسيد AE
- سميتيلبين
- ستيغماستيرول
- تاكسيفولين
- تيتوجينين

تُظهر هذه المركبات خصائص كيميائية حيوية قد تكون مفيدة في تطبيقات طبية وصيدلانية مختلفة.. 

## الاسم
يُعرف هذا النبات أيضًا بأسماء سميلاكس ميديكا و سميلاكس أريستولوخيفوليا. تشمل الأسماء الشائعة له في اللغة الإسبانية: "زارزاباريلا"، و"كوكولميكا"، و"ألامبريلا". يشير اسم "سارساباريلا" إلى شجيرة صغيرة، وهو مشتق من الكلمات الإسبانية: زارزا (وتعني شجيرة أو نبات شائك)، وبارا (وتعني كرمة)، وإيلا (تصغير يشير إلى الحجم الصغير). 